# Witborstsperwer
De witborstsperwer (Accipiter chionogaster) is een roofvogel uit de familie van de havikachtigen (Accipitridae). 

## Verspreiding en leefgebied
Deze soort komt voor van zuidelijk Mexico tot Nicaragua.

## Status
De witborstsperwer komt niet als aparte soort voor op de lijst van het IUCN, maar is daar een ondersoort van de Amerikaanse sperwer (A. striatus chionogaster).